# E. M. Broner
Esther M. Broner, más conocida como E.M. Broner (née Masserman; 8 de julio de 1927-21 de junio de 2011), fue una autora feminista judía estadounidense. Doctora en Filosofía y profesora Emérita, Broner abordó, tanto en obras de ficción como ensayísticas, el problema de la marginación derivada de la doble condición de mujer y judía 

## Biografía
Broner asistió a la Universidad Estatal de Wayne y recibió una licenciatura en inglés y una maestría en escritura creativa. Recibió su doctorado en religión en lo que ahora es el Union Institute & University. Broner regresó a Wayne State para enseñar inglés y también enseñó en Sarah Lawrence College. 
Estuvo casada con Robert Broner, un grabador y pintor, y tuvieron cuatro hijos juntos.

## Trayectoria
En 1976, el primer Séder de Pésaj solo para mujeres de Broner se celebró en su apartamento de la ciudad de Nueva York. Fue dirigido por ella, con 13 mujeres asistentes, incluidas Gloria Steinem, Letty Cottin Pogrebin y Phyllis Chesler. Broner y Naomi Nimrod crearon una Hagadá para mujeres para su uso en este Séder. En la primavera de 1976, Broner publicó esta "Haggadah de mujeres" en la revista Ms., y luego la publicó como libro en 1994; esta Hagadá está destinada a incluir a las mujeres donde solo se habían mencionado a los hombres en las Hagadás tradicionales, y presenta a las Mujeres Sabias, las Cuatro Hijas, las Preguntas de las Mujeres, las Plagas de las Mujeres y un "Dayenu" centrado en las mujeres. Desde 1976 se celebra cada año un Séder de mujeres junto con la Hagadá de mujeres, y ahora algunas congregaciones también celebran Séders solo para mujeres. Broner dirigió su Séder de mujeres durante 30 años.
Sus artículos se conservan en la Universidad Brandeis.

## Obras
- Broner, E. M. (1985). Weave of Women. Indiana University Press. ISBN 978-0253203540.
- "Body memories" and "Sitting Shiva for a lost love" in Umansky, Ellen M.; Ashton, Dianne, eds. (1992). Four Centuries of Jewish Women's Spirituality: A Sourcebook. Boston: Beacon Press. ISBN 9780807036136.
- —; Nimrod, Naomi (1993). The Telling: The Story of a Group of Jewish Women Who Journey to Spirituality through Community and Ceremony. HarperSanFrancisco. ISBN 9780060608170.
- —; Nimrod, Naomi (1994). The Women's Haggadah. HarperSanFrancisco. ISBN 9780060611439.
- — (1994). Mornings and Mourning: A Kaddish Journal. HarperSanFrancisco. ISBN 9780060610715.